# 움베르토 라호

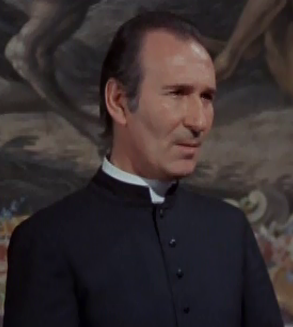

움베르토 라오(Umberto Raho, 1922년 6월 4일 ~ 2016년 1월 9일)는 이탈리아의 배우이다.
바리에서 태어났으며 안치오에서 사망하였다. 사인은 알츠하이머병이다.

## 영화
- 더블 팀 (1997년)
- 모로 사건 (1986년)
- 돌아온 알라딘 (1986년)
- 환각 스트립 (1975년)
- 폭력과 열정 (1974년)
- 바론 블러드 (1972년)
- 썸머타임 킬러 (1972년)
- 아홉 개의 꼬리를 가진 고양이 (1971년)
- 에블린이 무덤에서 나온 밤 (1971년)
- 수정 깃털의 새 (1969년)
- 스페셜 코드 (1966년) - 바실리 역
- 워 오브 더 플래닛 (1966년)
- 미스터 X (1966년)
- 077 - 최대의 탈출 (1965년) - Prof. 베츠 역
- 달링 (1965년)
- 지상 최후의 사나이 (1964년)
- 캐슬 오브 블러드 (1964년)
- 기젯 로마 가다 (1963년)
- 디피컬트 라이프 (1961년)